# 2698 Azerbajdzhan
2698 Azerbajdzhan eller 1971 TZ är en asteroid i huvudbältet som upptäcktes den 11 oktober 1971 av Krims astrofysiska observatorium på Krim. Den har fått sitt namn efter landet Azerbajdzjan.
Asteroiden har en diameter på ungefär 14 kilometer.